# Wauthier-Braine
Wauthier-Braine (nld. Woutersbrakel, wa. Wåtî-Brinne) – dzielnica (section) gminy Braine-l’Alleud w Belgii, w Regionie Walońskim, w prowincji Brabancja Walońska, w okręgu Nivelles. 1 stycznia 2020 roku liczyła 3619 mieszkańców. Do 31 grudnia 1976 samodzielna gmina.

## Demografia
Liczba mieszkańców, stan na 1 stycznia:
| Rok                | 1930 | 1961 | 2020 |
| ------------------ | ---- | ---- | ---- |
| Liczba mieszkańców | 1913 | 1979 | 3619 |